# Предоставяне на работна сила за временна заетост
Предоставянето на работна сила за временна заетост са отрасъл на икономиката, един от подотраслите на дейностите по наемане и предоставяне на работна сила в Статистическата класификация на икономическите дейности за Европейската общност.
Секторът обхваща предоставянето на работна сила, най-често за заместване или временно увеличаване на човешките ресурси на клиента, при което работодател на наетите лица е доставчикът на услугата, а прякото им управление се извършва от клиента.